# Lehliu (gmina)
Lehliu – gmina w Rumunii, w okręgu Călărași. Obejmuje miejscowości Lehliu i Săpunari. W 2011 roku liczyła 2730 mieszkańców. 